# Maurice Denis
Maurice Denis (Granville, 25 de novembro de 1870 — Hôpital Cochin, 13 de novembro de 1943) foi um pintor e escritor francês, membro do movimento simbolista e do Les Nabis. Suas teorias artísticas contribuíram para a criação do cubismo, fauvismo e arte abstrata.

## Biografia
Maurice Denis nasceu em 25 de novembro de 1870, em Granville, Mancha, uma cidade costeira na região da Normandia na França. Seu pai era de modestas origens camponesas; Depois de quatro anos no exército, fui trabalhar na estação ferroviária. Sua mãe, a filha de um moleiro, trabalhava como costureira. Após o casamento deles em 1865, eles se mudaram para Saint-Germain-en-Laye, nos subúrbios de Paris. Seu pai era empregado nos escritórios das ferrovias ocidentais em Paris.
Inclinado desde jovem à pintura, Denis treinou frequentando o Museu do Louvre, onde as obras de Fra Angelico determinaram sua vocação de pintor cristão, marcada também pela influência de Pierre Puvis de Chavannes.
Estudou simultaneamente na École des Beaux-Arts e na Académie Julian em 1888, mas rapidamente deixou a primeira, julgando-a demasiadamente acadêmica.
Maurice Denis estudara no Liceu Condorcet em Paris, onde conhecera Edouard Vuillard, Paul Sérusier, Pierre Bonnard e Ker-Xavier Roussel, que foram também seus colegas na Académie Julian. Fundou com estes o grupo dos Nabis do qual se tornou o principal teórico e propagador. 
Separados ou não do cristianismo, os Nabis buscaram caminhos estéticos e espirituais em contato com filosofias e doutrinas tingidas de orientalismo, orfismo e esoterismo.
Durante a Exposição Universal de 1889, Denis descobriu através de Sérusier a pintura de Paul Gauguin, cuja influência será determinante para a continuação de sua obra. 
Conheceu Marthe Meurier em 1890; que foi primeiramente sua modelo para diversas pinturas, tornando-se sua esposa um ano depois. O casal teve diversos filhos, incluindo a poetisa Anne-Marie Poncet-Denis.
Mas, já em 1892, Maurice Denis abandonou a iconografia tradicional por uma estética mais pessoal, fortemente inspirada na poesia simbolista e na poesia épica medieval. Neste mesmo ano executa cerca de dez pinturas de paisagem durante uma viagem à Florença feita na companhia de sua esposa Marthe e de seu amigo Ernest Chausson.
Ainda em 1892, no “Salon des Independants”, Denis apresentou uma pintura enigmática, “Mistério de Páscoa”, assinada à direita do monograma "Maud", que contribuiu para aura de mistério deste trabalho.Neste período executou alguns trabalhos de arte decorativa e recebeu a encomenda para os painéis “A Lenda de Saint Huibert”.
A partir de 1898, Denis abordou o tema dos banhistas durante várias estadias em Perros-Guirec, na Bretanha, onde comprara a Villa Silencio. Durante a primeira década do século XX, tomou parte num grupo de jovens pintores com Lucien Simon, Edmond Aman-Jean, André Dauchez, George Desvallières e Charles Cottet. O grupo foi apelidado de "Banda Negra" pelos críticos de arte, pois rejeitavam as cores claras. 
Em 1906, viajou com Ker-Xavier Roussel até a costa da Provença, onde a luminosidade do Mediterrâneo lhe permitia exaltar novamente as cores. Nesta ocasião, Denis encontra o gravador Jacques Beltrand. Os dois tornam-se amigos e Beltrand, assistido por seus irmãos Camille e Georges, afigura-se um intérprete exclusivo do pintor, gravando para ele muitas de suas obras em madeira. Até a morte de Denis, um total de 23 livros será ilustrado.
Em 1912 Denis executou a pintura decorativa da cúpula de um novo teatro, o Theatre des Champs-Elysees, construído em Paris pelo arquiteto August Perret. O teatro foi o primeiro grande edifício em Paris construído em concreto armado, sendo considerado pioneiro no estilo Art Deco.
Maurice Denis passou uma grande parte de sua vida em Saint-Germain-en-Laye, lá ele usava as instalações de um antigo hospital pertencente à paróquia, onde construiu uma oficina em 1912. Tornou-se proprietário do lugar, que ele renomeou como "Priorado", em 1914. Nesta época seu sucesso é internacional, e ele está no topo de sua notoriedade.
A Primeira Guerra Mundial e a morte de sua esposa, em agosto de 1919 depois de muitos anos de doença, reforçaram sua ação por uma arte cristã. Dedicou-se neste período à decoração da capela de seu “priorado” composto por afrescos, desenho de vitrais, móveis, sobre o tema de Santa Marta. Apesar de inacabado, foi inaugurada em março de 1922. A capela serviu várias vezes para cerimônias religiosas, incluindo o casamento de diversos de seus filhos, e dele mesmo, que se casou em segundas núpcias com Elizabeth Graterolle naquele mesmo ano.
Outra obra importante deste período foi a decoração da Igreja de Notre-Dame du Raincy, uma inovadora igreja Art Déco de concreto armado nos subúrbios de Paris projetada por August Perret, que foi concluída em 1924.
Maurice Denis lecionou na Academia Ranson em Paris, entre 1908 e 1921. Fundou em 1919 os Ateliers de Arte Sacra com George Desvallières e o pintor fauvista Victor Dupont; onde se formou toda uma geração de jovens pintores. O seu reconhecimento oficial atingiu o auge após o término da Primeira Guerra Mundial, quando várias exposições retrospectivas são dedicadas a sua obra (Bienal de Veneza em 1922, Marsan Pavilion em Paris em 1924).
Durante as décadas de vinte e trinta, seu prestígio era tal que recebeu encomendas de vários murais para importantes edifícios cívicos. Estes incluíam o teto sobre a escadaria do senado francês no Palácio de Luxemburgo; e murais para o Hospício da cidade de Saint-Étienne, onde retornou aos temas coloridos e neoclássicos de suas pinturas na praia. Ele foi contratado para fazer dois painéis de mural para o Palais de Chaillot, construído para a Exposição Internacional de Paris de 1937. Denis convidou vários de seus antigos amigos, Pierre Bonnard, Edouard Vuillard e Roussel, para participar com ele deste projeto.
Apoiado por vários patronos, católico fervoroso, membro da Ordem Terceira Dominicana, ao se considerar próximo do espírito franciscano, interpreta temas cheios de ternura.
Politicamente, Maurice Denis foi próximo da “Action Française”, movimento monarquista, o qual ele deixa após a condenação do movimento pelo Vaticano. Quando o caso Dreyfus eclodiu no final do século XIX, figurou entre os artistas anti-Dreyfusard e anti-semitas, ao lado dos pintores Edgar Degas, Auguste Renoir ou Jean-Louis Forain. 
Em julho de 1941 foi nomeado presidente do comitê de organização profissional de artes gráficas e plásticas, sem qualquer aviso prévio; cargo ao qual recusou face a sua postura crítica frente ao regime de Vichy.
Maurice Denis morreu em 13 de novembro de 1943, em decorrência de um acidente de automóvel. Seu túmulo encontra-se no antigo cemitério de Saint-Germain-en-Laye.